# Les Ponts-de-Martel
Les Ponts-de-Martel sont une commune suisse du canton de Neuchâtel, située dans la région Montagnes.

## Géographie

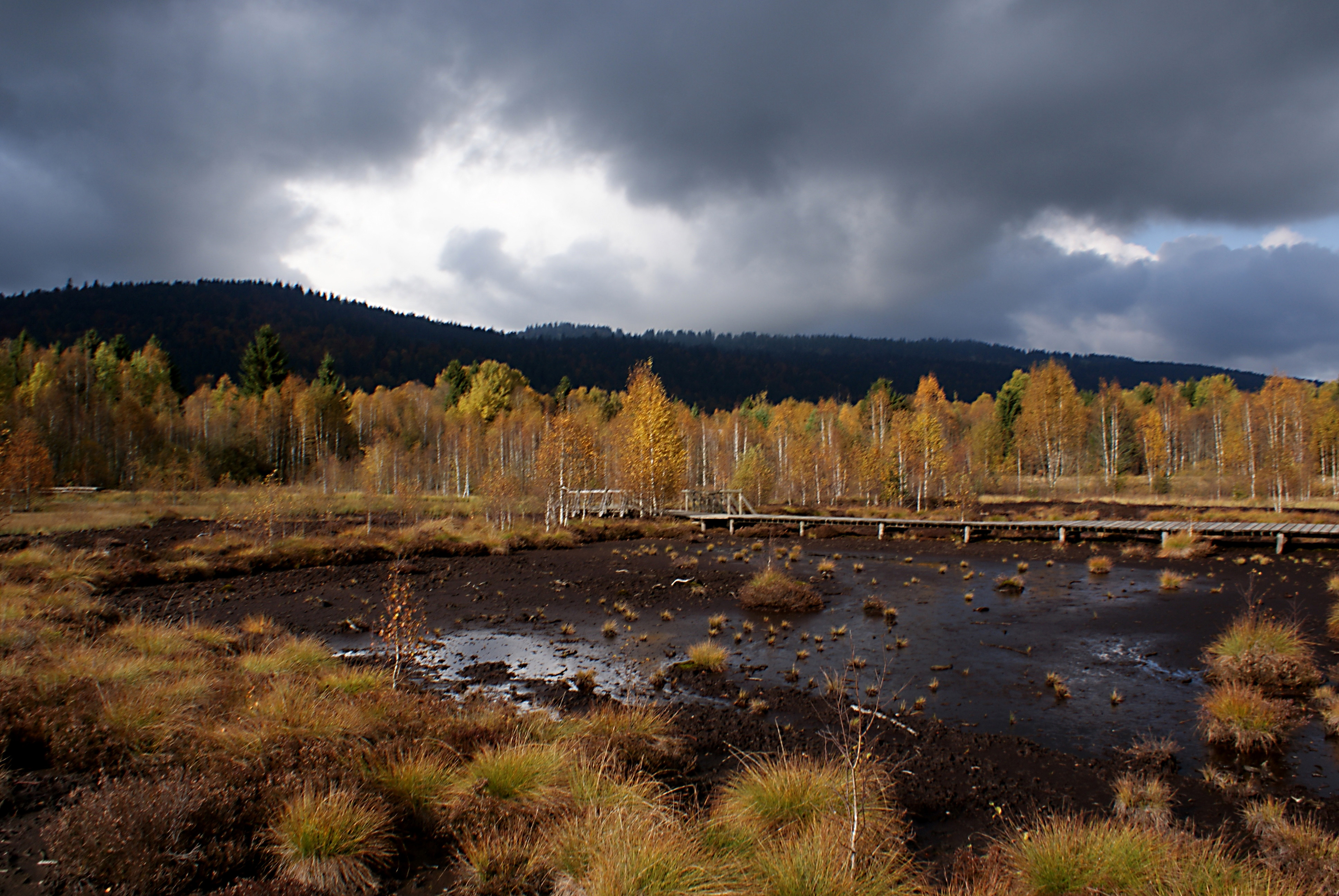
Les tourbières des Ponts-de-Martel.

Vue aérienne (1964).

Selon l'Office fédéral de la statistique, Les Ponts-de-Martel mesurent 18,23 km2 . 4,7 % de cette superficie correspond à des surfaces d'habitat ou d'infrastructure, 59,2 % à des surfaces agricoles, 30,5 % à des surfaces boisées et 5,7 % à des surfaces improductives.
La commune est limitrophe de Brot-Plamboz, La Sagne, Le Locle, La Chaux-du-Milieu, La Brévine et Val-de-Travers.
Le Grand Som Martel se situe dans la commune.
| La Chaux-du-Milieu | Le Locle            | La Sagne     |
| La Brévine         | des Ponts-de-Martel |              |
| Val-de-Travers     |                     | Brot-Plamboz |

## Toponymie
Bien que le blason comporte un marteau, le nom n'est pas relié à cet objet mais à la tourbière. En effet

« Martel, Ponts de — , aussi Martil aux XVIe et XVIIe s., M . N. XXIII, 204 ; de martel, nom générique des marais tourbeux du Jura neuchâtelois. Rien de commun avec Charles Martel ; dérivé de mare, s. m., marais, et double suffixe diminutif maret, maretel »

## Démographie
Selon l'Office fédéral de la statistique, Les Ponts-de-Martel comptent 1 229 habitants fin 2023. Sa densité de population atteint 67 hab./km2.
Le graphique suivant résume l'évolution de la population de Les Ponts-de-Martel entre 1850 et 2008 :

## Autorités
Les autorités communales sont composées d'un conseil législatif (Conseil général) composé de 19 membres et d'un conseil exécutif (Conseil communal) de 5 membres.

## Personnalités
- Louis Benoît père (1732-1825), émailleur et militaire
- Louis Benoît fils (1755-1830), naturaliste et militaire
- Frédéric Guillaume Dufaux (1820-1872), sculpteur suisse
- Louis Zutter (1865-1946), gymnaste et premier champion olympique suisse
- Arnold Grandjean (1890-1961), coureur cycliste suisse
- Georges Schneider (1925-1963), skieur alpin suisse
- Jacques-André Maire (1957-), homme politique
- Monika Maire-Hefti (1963-), femme politique

## Monuments

### Hôtel du Cerf
L’hôtel du Cerf apparaît dans les archives de l’État de Neuchâtel en 1813, date à laquelle un droit de « Schild » (enseigne) est octroyé au capitaine Benoît Benoît. Son établissement succède alors à un « cabaret » (établissement où l'on sert des boissons) et entretient des liens étroits avec une association locale de tir. Lorsque la propriété est vendue à Frédéric-Louis Robert-Charrue en 1814, le bâtiment s’apparente encore à une maison paysanne avec ses espaces de logement, de grange et d’écurie, en sus du « cabaret »,,,,. 

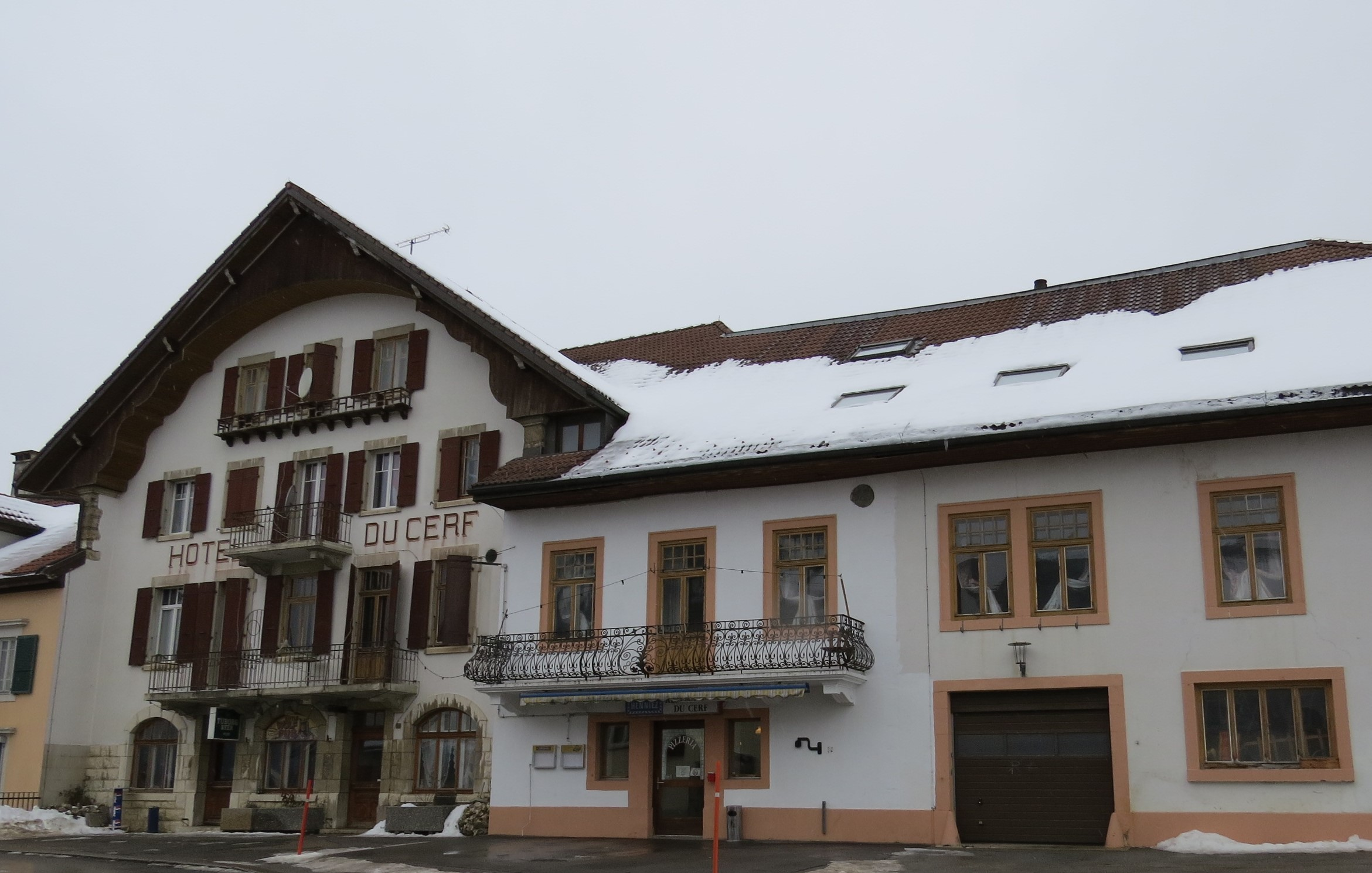
Façade sud de l'hôtel du Cerf aux Ponts-de-Martel

En 1869, c’est un maître d’hôtel, Louis-Frédéric Ducommun, qui rachète la propriété, qui est toujours une maison d’habitation à usage d’hôtel, ayant droit de « Schilt » à l’enseigne du Cerf. Deux générations de tenanciers exploiteront l’établissement familial, avant de le céder à Paul-François Arnoud et son épouse en 1909. Le 23 février 1913, un violent incendie ravage l’hôtel récemment modernisé, amenant les propriétaires à se défaire de leur bien au profit d’un entrepreneur local, Paul Gretillat,. Ce dernier fait rapidement reconstruire la partie orientale par l’architecte Jean-Ulysse Debély, mais met deux ans à trouver les fonds pour rétablir le corps principal. Lors de sa réouverture en novembre 1916, l’hôtel du Cerf propose désormais deux grandes salles à manger, des chambres d'hôte, une écurie à chevaux, une grande remise à voitures, ainsi que le confort du moment : chauffage central, lumière électrique, sonneries et installations de bain. À l’extérieur, l’architecture Heimatstil confère à l’établissement une image qui allie modernité et appartenance régionale très en vogue à l’époque,.
Les gérants et propriétaires se succèdent au cours du 20e siècle. En 2014, la Société coopérative de l’Hôtel du Cerf est créée dans le but de transformer le bâtiment en « Maison de la tourbière », avec un centre d'interprétation et un restaurant axé sur les produits du terroir dont l'ouverture est prévue en 2022. Le bâtiment fait l'objet d'une fiche dans le Recensement architectural du canton de Neuchâtel.